# Diphrontis garnieri
Diphrontis garnieri är en skalbaggsart som beskrevs av Franz Antoine 1998. Diphrontis garnieri ingår i släktet Diphrontis och familjen Cetoniidae. Inga underarter finns listade i Catalogue of Life.